# Antiga recerca del Jesús històric
L’'antiga recerca del Jesús històric és un període de la recerca del Jesús històric que va des del 1774 fins al 1953. Es considera que l'obra de Hermann Samuel Reimarus, publicada pòstumament el 1774 pel seu deixeble Gotthold Ephraim Lessing, és la que marca l'inici de l'Antiga recerca del Jesús històric. Aquest període és protagonitzat per la teologia protestant alemanya i pel racionalisme il·lustrat alemany.

## Primer racionalisme
- Johann Jakob Hess (1774)
- Franz Volkmar Reinhard (1781)
- Karl Friedrich Bahrdt (1786)
- Johann Gottfried Herder (1797)
- Karl Heinrich Georg Venturini (1806)[2]

Aquests autors reinterpreten els Evangelis des de pressupòsits racionalistes. Es busca una explicació racional per als miracles, mentre sigui possible, i es neguen els que no es poden explicar. S'elimina la possibilitat de transcendència o divinitat de Jesús. Sota aquestes premisses, van presentar la seva versió de la vida de Jesús.

## Racionalisme clàssic
- Heinrich Eberhard Gottlob Paulus (1828)[3]

Es continua interpretant els Evangelis des de perspectives racionalistes. Paulus aporta una imatge interessant de Jesús com un sanador popular, tema que va reprendre anys més tard des d'altres perspectives.

## Racionalisme tardà
- David Friedrich Strauss (1835-1836)[4]
- Friedrich Daniel Ernst Schleiermacher (1864)

Encara des dels plantejaments del racionalisme, aporten l'observació que als Evangelis hi ha una notable presència d'elements no històrics, que els autors ajunten dins del fenomen de mitificació, com un intent precientífic d'explicar el que és desconegut. Destaquen que aquest fenomen és sobretot intens a l'Evangeli segons Joan, que des d'aleshores queda descartat com una font d'accés al Jesús històric.

## La qüestió sinòptica
La tradició cristiana havia establert que l'Evangeli més antic era el de Mateu i s'havia arribat a afirmar que el de Marc era un resum dels evangelis de Mateu i de Lluc. De manera independent, Christian Hermann Weisse i Christian Gottlob Wilke conclouen el 1838 que l'evangeli segons Marc no és un resum de Mateu i de Lluc, sinó que és anterior a ells i els serveix de font. A més a més, Weisse va establir la teoria que hi havia una font comuna a Mateu i Lluc. El 1890, Johannes Weiss va denominar amb la lletra Q aquesta font (de Quelle, 'font' en alemany). Sorgeix així la hipòtesi de les dues fonts:
- La Font Q
- L'Evangeli segons Marc

La teoria de les dues fonts va ser analitzada i sistematitzada per Heinrich Julius Holtzmann.

## L'escola liberal
Moviment de lluita contra el dogma i el kerigma del cristianisme. Després de descartar els evangelis de Mateu i de Lluc, tardans respecte de Marc i de la Font Q, analitzen aquestes dues fonts per intentar reconstruir la vida de Jesús, sempre des de perspectives racionalistes.
- Ernest Renan (1863)
- Bernhard Weiss (1882)
- Adolf von Harnack (1900)

## L'escola de la història de les religions
- Julius Wellhausen (1894)
- Wilhelm Bousset (1896)
- Richard August Reitzenstein (1910)

L'escola de la història de les religions sorgeix a finals del segle xix. La seva aportació principal a la recerca del Jesús històric és la d'observar el naixement del cristianisme en un context històrico-social en què es desenvolupa sota la influència de diverses religions circumdants. Inicialment es van plantejar teories sobre la procedència o dependència directa de religions mistèriques hel·lenístiques o orientals. Estudis posteriors han definit la seva màxima dependència del judaisme.

## L'escola de la història de les formes o Formgeschichte
- Karl Ludwig Schmidt (1919)
- Rudolf Karl Bultmann (1964)
- Martin Dibelius (1966)